# Квинтаккорд

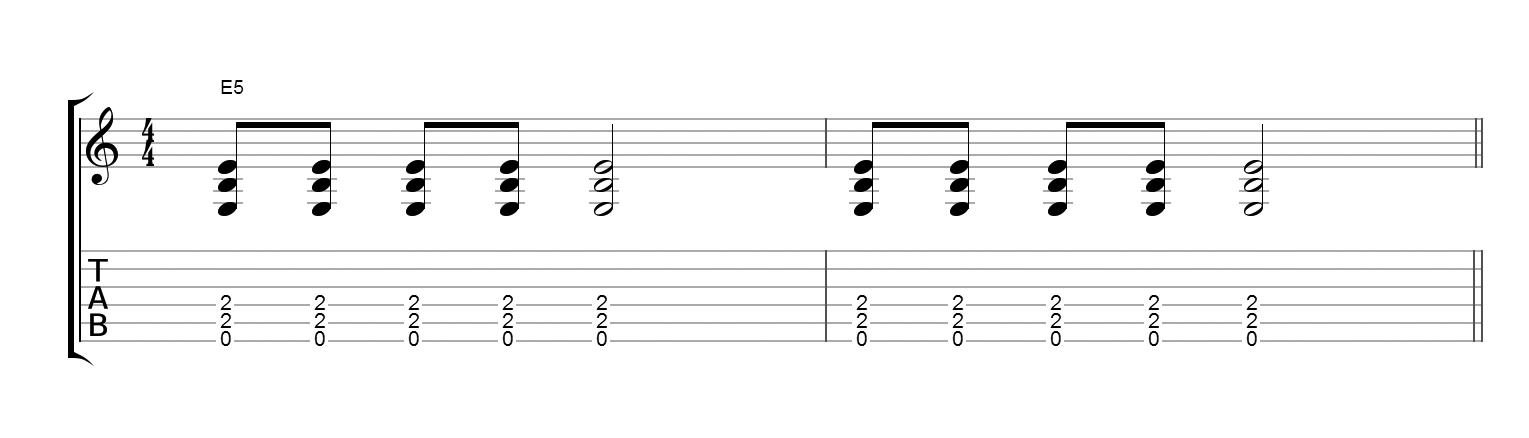
Квинтаккорд E5

Квинтакко́рд  —  аккорд, построенный по квинтам (чистым или чистым и уменьшённым). К квинтаккордам относятся также аккорды с преобладанием квинт (например, c-g-d'-f'-c2-g2). Квинтаккорды широко применяются в гармонии XX века, в произведениях И. Ф. Стравинского, Б. Бартока, М. Равеля и других композиторов.
Частным случаем квинтаккорда может считаться гармонически интервал чистая квинта (т.н. диада), состоящее из основного и квинтового тонов, обычно используется в игре на струнных инструментах, а в особенности на электрогитаре с использованием эффектов искажения звука по типу овердрайв и дисторшн.
В настоящее время наиболее часто квинтаккорды используются в блюзе и рок-музыке, а особенно в стиле хэви-метал и его производных. Это связано с тем, что в отличие от полных аккордов (трезвучий, септаккордов и аккордов с надстройками), квинтаккорды дают чёткое и чистое звучание при игре с искажённым звуком. Поэтому они наряду с аккордами sus2 и sus9, а также шелл-аккордами повсеместно применяются при игре на электрогитаре c высоким уровнем перегруза и дисторшна.

## Особенности

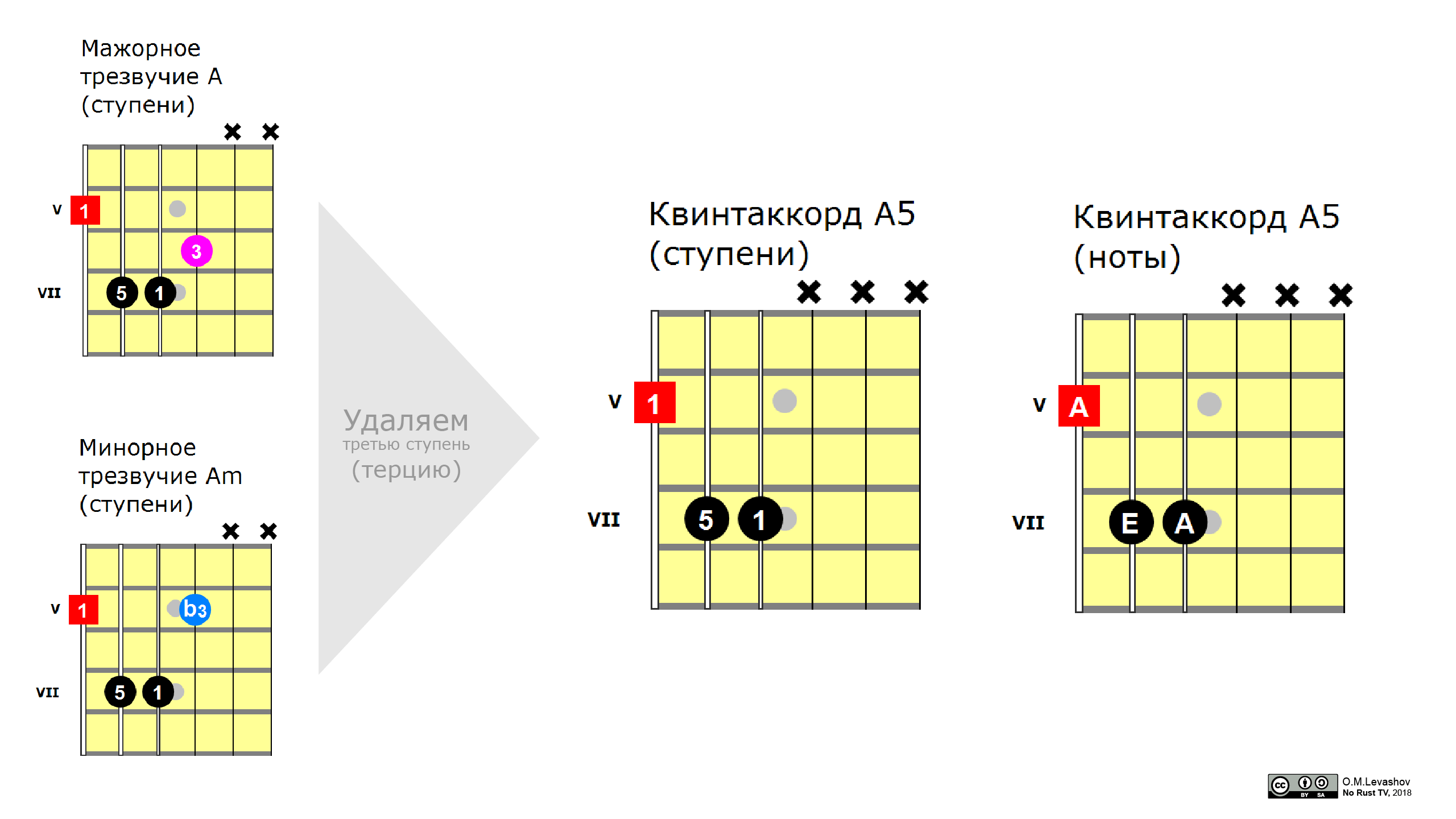
Принцип построения квинтаккорда на основе мажорного и минорного трезвучий

С формальной точки зрения квинтаккорд является двузвучием, однако в современной эстрадно-джазовой традиции квинтаккорд рассматривается как трезвучие с пропущенной терцией (третьей ступенью) то есть как разновидность sus aккордов (аккордов с задержанием).
Несмотря на то, что в англоязычной среде в рамкаэх эстрадно-джазовой традиции квинтаккорд принято называть power chord (англ. power — сила, энергия и chord — аккорд), калька этого англоязычного названия («пауэр-аккорд») не отражает внутреннюю логическую структуру и функциональное значение этого аккорда. Поэтому с академической точки зрения более корректным переводом на русский язык термина «power chord», является устоявшийся термин «квинтаккорд», который отражает сроение и функциональность данного созвучия.
Так как в квинтаккордах отсутствует терцовый тон, то они не обладают ни мажорной, ни минорной окраской (то есть по звучанию являются гармонически нейтральными) и создают своеобразное «открытое» звучание. Эта особенность позволяет очень гибко использовать их при игре в различных тональностях (при традиционном тональном подходе), а также облегчает создание аккомпанемента в рамках модального принципа. Кроме того отсутствие терцового тона даёт солистам дополнительные возможности при импровизации и создании соло.
Из-за описаных выше особенностей квинтаккорды иногда называют универсальным аккордами, однако с точки зрения традиционной теории музыки это не совсем корректно.
Гитарные аппликатуры квинтаккордов очень просты, что позволяет их легко освоить даже начинающим музыкантам. Аккомпанемент, построенный на основе квинтаккордов, иногда называют «игрой квинтами».
Несмотря на то, что в настоящее время квинтаккорды ассоциируются в первую очередь с гитарной музыкой и такими стилями как хард-рок и хэви-метал, нужно отметить, что они так же очень часто в используются в профессиональной академической музыке.

## История

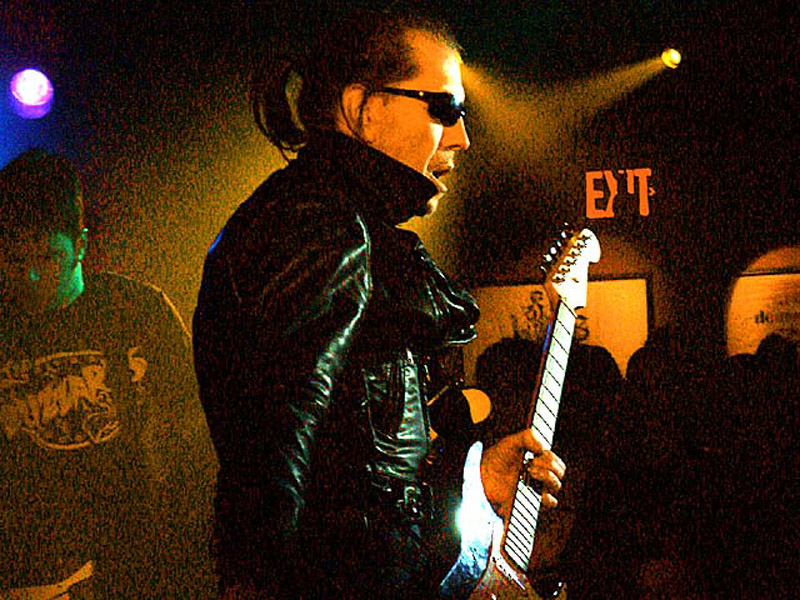
Линк Рэй, один из первых музыкантов, использовавших квинтаккорды с искажённым звуком гитары

Квинтовые созвучия являются древнейшим видом аккордов. Использование квинт было характерной особенностью древнего многоголосия и гетерофонии, так как добавление квинты в нетемперированном строе — это единственный способ получить консонантное звучание.
Так как при обработке гитары эффектом дисторшн происходит усиление гармоник, то только квартовый и квинтовый интервалы дают максимально консонантное звучание. В блюзе использование квинтаккордов обусловлено особенностью блюзового лада, в котором терция расщепляется и не может быть включена в состав аккорда.
Квинтаккорды время от времени встречаются на ранних записях многих блюзовых гитаристов. Однако первым хитом, полностью построенным на квинтаккордах, стала песня «You Really Got Me» группы The Kinks выпущенная в 1964 году. Быстрая смена аккордов, встречающаяся в этой песне, в дальнейшем стала типичной для тяжелых хард-роковых риффов. Окончательной популяризации квинтаккордов способствовали хард-рок и хэви-метал группы, такие как Black Sabbath, Deep Purple, Judas Priest, Iron Maiden, Metallica и др.
Поскольку традиционные аккордовые формы теряют разборчивость при использовании дисторшна, то для решения этой проблемы гитаристы вынуждены были использовать упрощённые интервальные структуры – диады, частным случаем которых является квинтаакорд.

## Квинтаккорды и физика звука
Есть три основные причины почему традиционные аккорды плохо звучат с эффектом дисторшна:
1. Спектральное насыщение – дисторшн обогащает сигнал дополнительными гармониками (как чётными, так и нечётными), перегружая частотный спектр и ухудшая разборчивость сложных аккордов. Чётные гармоники придают тембру инструмента объём и глубину. Нечётные гармоники также консонируют с основным тоном, однако при игре нескольких нот одновременно они могут диссонировать с другим основным тоном и его гармониками. Более того, вследствие интермодуляции одновременно звучащие ноты при искажении порождают звуки, определяемые разностью их частот.
2. Сглаживание динамики – дисторшн уменьшает разницу в громкости между различными частями сигнала, делая все обертоны равномерно насыщенными, что усиливает ощущение перегруженности.
3. Маскировка частот – наложение множества нот и их обертонов создаёт спектральные конфликты и фазовые сдвиги, вызывая биения, резонансы и «грязные» призвуки, особенно в сложных аккордах. Стандартные аккорды (трезвучия) состоят из трёх различных ступеней звукоряда, поэтому при применении эффекта «перегруза» образуются три пары нот, и порождаются три вторичных звука, вносящих диссонанс.
Квинтаккорд уникален тем, что гармоники основных тонов, и звуки, определяемые разницей частот, находятся в гармонии с основными тонами. Поэтому даже при очень сильном искажении (дисторшн) квинтаккорд звучит чище стандартных аккордов, и по субъективным ощущениям «мощнее», что нашло отражение в его англоязычном названии power chord («мощный аккорд»).
Звуки, входящие в состав квинтаккорда, образуют квинту — один из самых совершенных (после октавы) консонансных интервалов, — поэтому квинтаккорд даёт очень чистое и мощное звучание даже без искажения звука.

## Классификация и обозначение

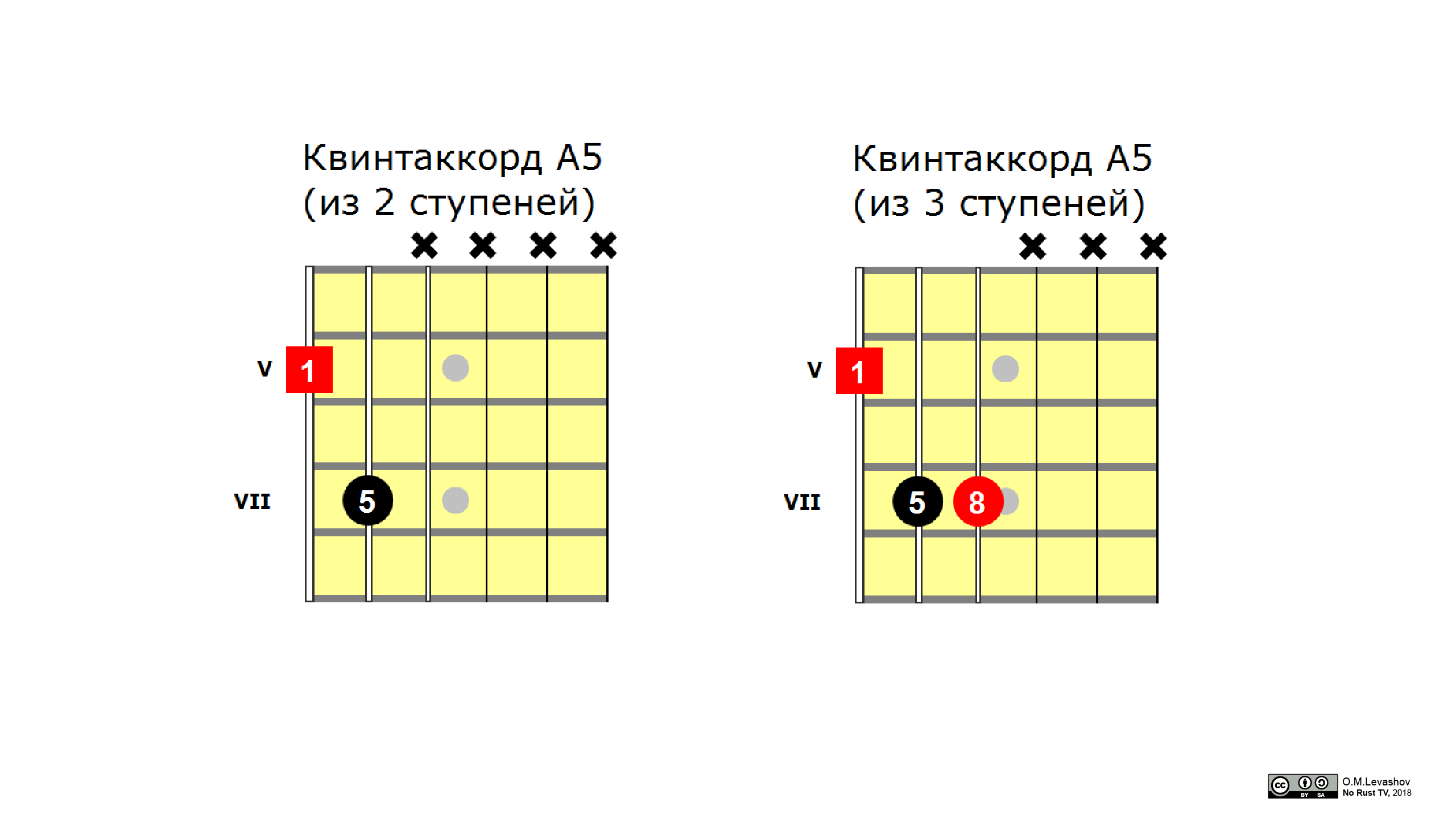
Квинтаккорды состоящие из двух и трёх ступеней.

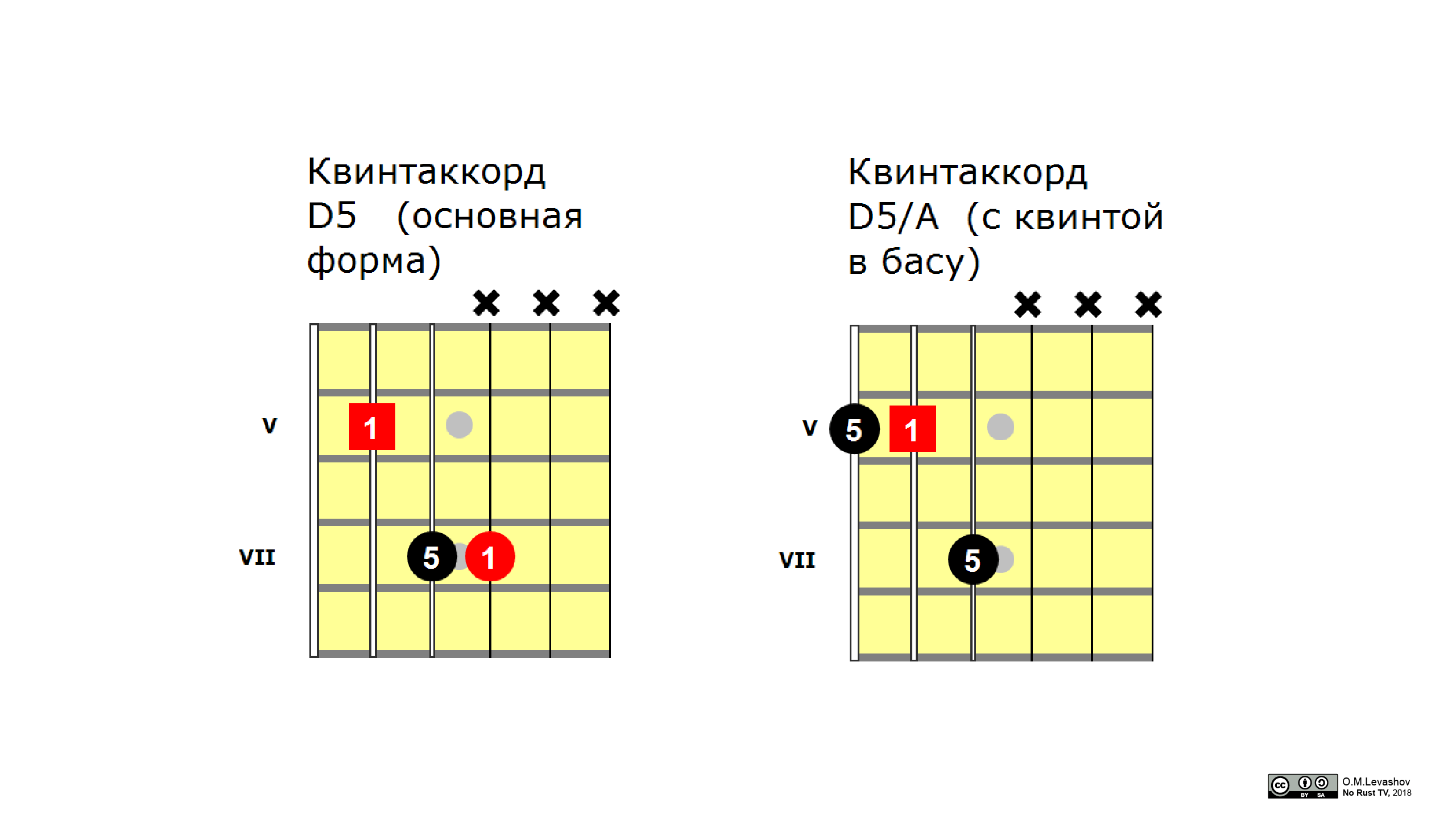
Квинтаккорд с квинтой в басу (пример перемещения ступеней в квинтаккорде)

По количеству входящих ступеней различают два основных вида квинтаккорда:
1) построенный на основании двух ступеней (прима и квинта);
2) построенный на основании трёх ступеней (прима, квинта и октава)

### Обозначение
В буквенно-цифровой системе записи квинтаккорды обозначаются при помощи цифры 5 рядом с латинской буквой обозначающей тоническую ноту (приму) аккорда. Например: A5 (Ля квинтаккорд), E5 (Ми квинтаккорд), D5 (Ре квинтаккорд) и т. п. Однако данное обозначение не даёт информации о том, какое количество ступеней входит в квинтаккорд.

### Перемещение ступеней
Если в квинтаккорде переместить 5 ступень на октаву вниз (то есть перенести в бас) то мы получим первое «обращение» квинтаккорда. Такой аккорд иногда ошибочно называют квартаккордом, однако с точки зрения функциональной гармонии это не корректно. Это связано с тем, что перенос квинты в рамках квинтаккорда является не обращением, а перемещением ступени, однако в гитарной практике (в силу специфики инструмента), эти понятия зачастую смешивают. Таким образом получившийся аккорд правильно называть: квинтаккорд с квинтой в басу. Для обозначения такого аккорда используется т. н. дробная система записи при которой нота которая переносится в бас записывается рядом с основным обозначением через косую черту. Например: аккорд D5 с квинтой в басу (в данном случае это будет нота Ля) обозначается как D5/A .

## Строение аккорда
Так как основной и квинтовый тона в составе квинтаккорда могут повторяться через октаву, любой аккорд может быть построен несколькими способами. Можно выделить следующие основные варианты построения квинтаккорда (основной и квинтовый тон обозначены соответственно через 1 и 5):
A) 1-5 — интервал чистая квинта
B) 1-5-1 — квинтаккорд (основная форма)
C) 5-1 — интервал чистая кварта (является обращением интервала чистая квинта)
D) 5-1-5 — квинтаккорд с квинтой в басу (первое «обращение» квинтаккорда, иногда некорректно называемое «квартаккорд»)
E) 5-1-5-1 — удвоенная и чистая кварта (взятая через октаву)
F) 1-5-1-5 — удвоенная чистая квинта (взятая через октаву)
Аккорды в нижнем регистре могут звучать гулко и неясно, а в верхнем — слабо и недостаточно глубоко, поэтому чаще всего квинтаккорды берутся в среднем регистре.

## Аппликатура
При исполнении на гитаре в зависимости от количества входящих в квинтаккорд ступеней, а также тесситуры применяется несколько видов аппликатур, которые позволяют получить разные оттенки звучания.

### Самые часто применяемые аппликатуры

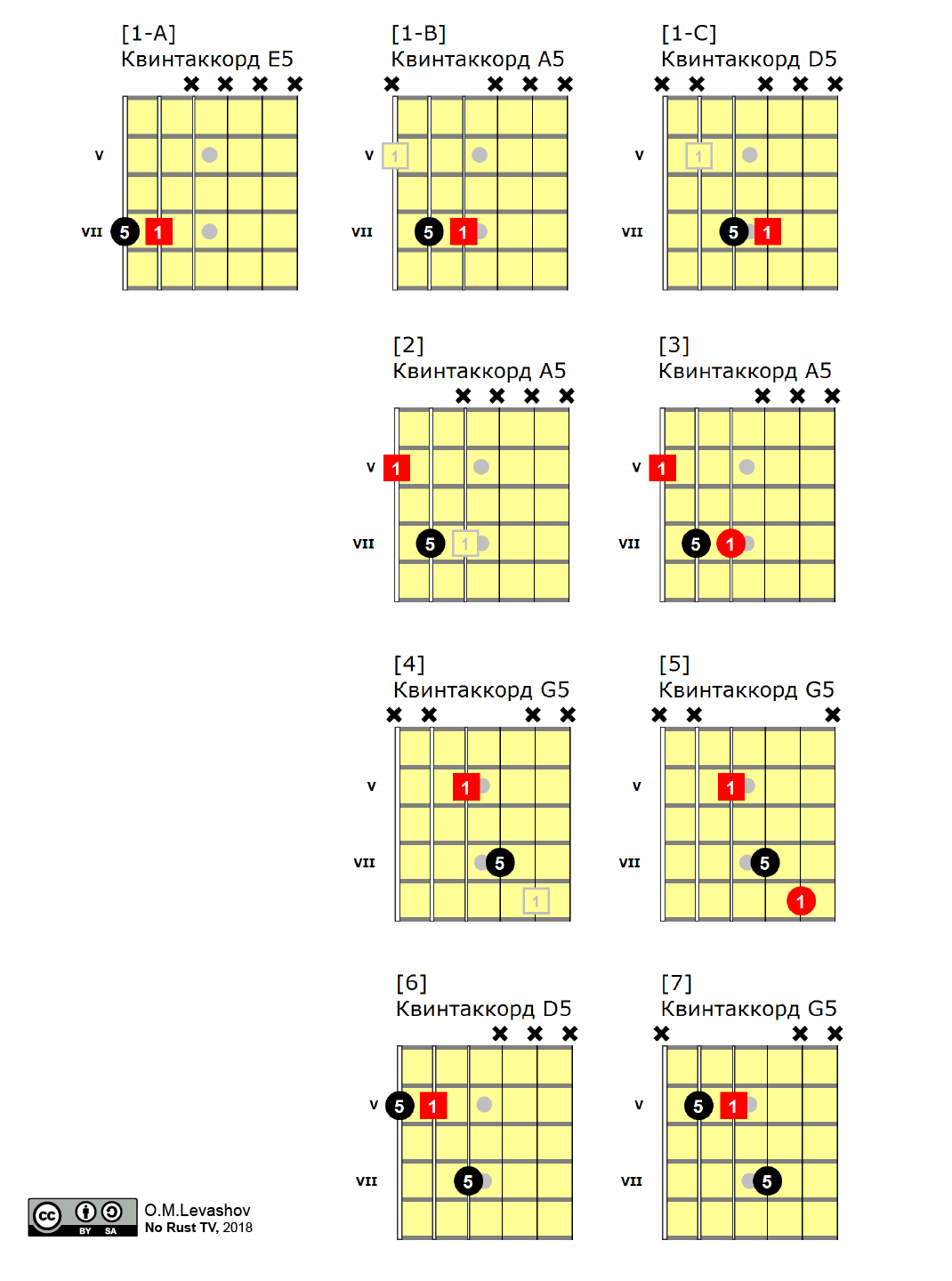
Наиболее часто используемые аппликатуры квинтаккордов

Чаще всего в гитарной практике используются следующие аппликатуры:
1) Универсальная однопальцевая аппликатура:
- С тоникой на 5 струне (рис. 1-A)
- С тоникой на 4 струне (рис. 1-B)
- С тоникой на 3 струне (рис. 1-C)

2) Стандартные аппликатуры с тоникой на 5, 6, 7 или 8 струне:
- Двухпальцевая (рис. 2)
- Трёхпальцевая (рис. 3)

3) Стандартные аппликатуры с тоникой на 4 струне:
- Двухпальцевая (рис. 4)
- Трёхпальцевая (рис. 5)

4) Аппликатуры с квинтой в басу:
- С тоникой на 5 струне (рис. 6)
- С тоникой на 4 струне (рис. 7)

Эти аппликатуры являются универсальными, то есть их можно без изменения перемещать вдоль грифа, выбирая лад, соответствующий тонике нужного аккорда.

### Аплликатурные формы
Для удобства аппликатуры квинтаккордов подразделяют на несколько форм. Название формы зависит от того на какой струне располагается тоника.
Например:
- форма E — аппликатуры с тоникой на 6 струне Ми (E)
- форма A — аппликатуры с тоникой на 5 струне Ля (A)
- форма D — аппликатуры с тоникой на 4 струне Ре (D)

### Стандартный строй
Квинтаккорд — 1-5-1 — может браться от шестой струны следующим образом: основной тон берется на любом ладу, квинтовый тон — на пятой струне через два лада, основной тон через октаву — на четвёртой струне через два лада. От пятой струны аккорд берется аналогичным образом. От четвертой и от третьей струны аккорд берется таким же образом, но на второй и первой струнах звуки берутся на один лад выше.
Чистая квинта — 1-5 — берется тем же образом, что и квинтаккорд, но верхняя из трех струн не играется.
```
        
G5
     
A5
     
D5
     
E5
     
G5
     
A5
     
D5
     
A5

E||----------------------------------------------(10)---(5)----|
B||--------------------------------(8)----(10)----10-----5-----|
G||------------------(7)----(9)-----7------9------7------2-----|
D||----(5)----(7)-----7------9------5------7-------------------|
A||-----5------7------5------7---------------------------------|
E||-----3------5-----------------------------------------------|
```

Чистая кварта — 5-1 — может браться одним пальцем, как, например, в риффе из песни Deep Purple «Smoke on the Water»:
```
     
G5/D
 
Bb5/F
 
C5/G
         
G5/D
 
Bb5/F
 
Db5/Ab
 
C5/G

E||------------------------|----------------------|
B||------------------------|----------------------|
G||*--0---3---5------------|---0---3---6---5------|
D||*--0---3---5------------|---0---3---6---5------|
A||------------------------|----------------------|
E||------------------------|----------------------|

|-----------------------|---------------------||
|-----------------------|---------------------||
|--0---3---5---3---0----|--------------------*||
|--0---3---5---3---0----|--------------------*||
|-----------------------|---------------------||
|-----------------------|---------------------||
```

Квартаккорд — 5-1-5 — может браться от шестой и пятой ступени двумя пальцами: нижние две струны берутся одним пальцем, верхняя — другим на два лада выше. При построении квартаккорда от четвёртой и третьей струн ноты на первой и второй струнах играются на один лад выше. В качестве основного тона пауэр-аккорда выступает средняя нота квартаккорда, а не нижняя.
```
        
D5
     
E5
     
G5
     
A5
     
D5
     
A5
     
D5
     
G5

E||-----------------------------------------------5------10----|
B||---------------------------------10-----5------3------8-----|
G||-------------------7------9------7------2-----(2)----(7)----|
D||-----7------9------5------7-----(7)----(2)------------------|
A||-----5------7-----(5)----(7)--------------------------------|
E||----(5)----(7)----------------------------------------------|
```

### Пониженный строй (dropped D)
В пониженном строе квинтаккорды от всех струн, кроме шестой, берутся аналогично стандартному строю.
При пониженном строе гитары (Dropped D) квинтаккорд от шестой струны может играться одним пальцем, при этом аккорд D5 может быть сыгран на трех открытых струнах:
```
     
D5
      
E5

E||----------------
B||----------------
G||----------------
D||--0-------2-----
A||--0-------2-----
D||--0-------2-----
```

В большинстве случаев квинтаккорд играется не более чем на трех струнах. Однако пониженный строй позволяет сыграть квинтаккорды на четырёх, пяти и даже шести струнах:
```
E||--------------------------5---
B||--3-------5-------7-------3---
G||--2-------4-------6-------2---
D||--0-------2-------4-------0---
A||--0-------2-------4-------0---
D||--0-------2-------4-------0---
```

## Интересные факты
Вокалист и гитарист группы Megadeth Дэйв Мастейн, во времена сотрудничества с группой Metallica, придумал гитарный риф на основе квинтаккордов, которому дал название «Spider-riff» (Паучий риф). Название происходит от того, что пальцы при переносе аппликатуры со струны на струну очень часто сменяют друг друга (словно лапки паука).